# Pingxingpasset

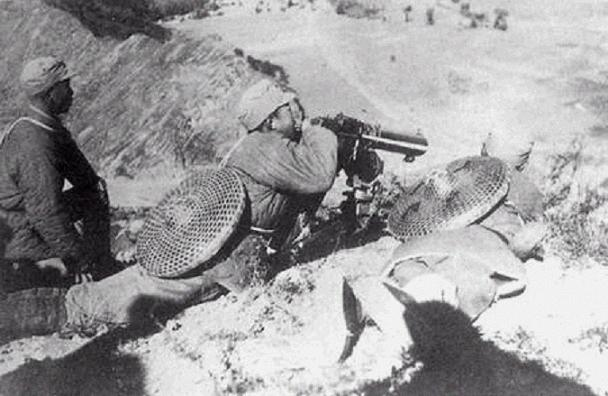
Stridande soldater vid slaget vid Pingxingguan.

Pingxingpasset eller Pinxingguan (平型关; Píngxíngguān) är en strategisk passage och sektion av kinesiska muren. Pingxingpasset ligger 30 km sydväst om Lingqiu i Shanxi i Kina.
Muren vid Pingxingpasset byggdes under mitten av 1500-talet under Mingdynastin efter upprepade anfall från mongolerna under ledning av Altan Khan. Pingxingpasset är en del av den inre dragningen av kinesiska muren söder om Datong. Försvaret av Pingxingpasset under Mingdynastin låg under Taiyuan garnisons ansvarsområde.
Slaget vid Pingxingguan mellan nationella revolutionära armén och kejserliga japanska armén som var en del i andra kinesisk-japanska kriget stod vid Pingxingpasset 25 september 1937.
1971 öppnades en 6188 m lång järnvägstunnel genom berget söder om Pingxingpasset.